# خرمال أبنوسي
الخرمال الأبنوسي أو الديوسبير الأبنوسي أو أبنوس سيلان (الاسم العلمي: Diospyros ebenum) (بالإنجليزية: Ceylon ebony)‏ هو نوع من النباتات يتبع جنس الخرمال من الفصيلة الأبنوسية.